# Kuopio Stakes
Kuopio Stakes är ett travlopp för 4-åriga varmblod som körs på Kuopio travbana i Kuopio i Finland varje år i maj. Tävlingen genomförs med försöks- och finallopp samma dag och med 36 000 euro i förstapris i finalen. Både försöks- och finalloppen körs över sprinterdistansen 1609 meter med autostart.
Det är ett Grupp 2-lopp, det vill säga ett lopp av näst högsta internationella klass. Kuopio Stakes har beskrivits som en motsvarighet till det svenska Sprintermästaren som körs i Halmstad.

## Vinnare
| År   | Häst             | Kusk                | Tvåa              | Trea              | Tid     |
| ---- | ---------------- | ------------------- | ----------------- | ----------------- | ------- |
| 2020 | Mascate Match    | Antti Teivainen     | Racing Boy        | First Class Lady  | 1.14,5a |
| 2019 | Graceful Swamp   | Ari Moilanen        | Jolly Roy         | Werner Ors        | 1.12,0a |
| 2018 | Twist Of Fate    | Pekka Korpi         | Cameron Evo       | Hotshot Luca      | 1.12,2a |
| 2017 | Next Direction   | Iikka Nurmonen      | Batman Evo        | MAS Archie        | 1.12,0a |
| 2016 | Callela Ladyboss | Mika Forss          | Elian Web         | Arctic Helen      | 1.11,7a |
| 2015 | Arctic Muscles   | Pekka Korpi         | El Catwalk        | Freezing Duo      | 1.13,0a |
| 2014 | Express Duo      | Pekka Korpi         | Greenleaf Slim    | Star Martini      | 1.13,2a |
| 2013 | Diamond Duo      | Ari Moilanen        | Leemark's August  | Venice            | 1.13,3a |
| 2012 | Will Be Fever    | Kari Venäläinen     | Liquorice Pipe    | BWT Hellion       | 1.15,4a |
| 2011 | Alone Hope       | Janne Soronen       | Archie Ride       | Jester Bowl       | 1.13,2a |
| 2010 | Lisa's Big Boy   | Tuomas Korvenoja    | Surprise Lord     | Antonio Duo       | 1.13,0a |
| 2009 | Oliver Twist     | Mauri Jaara         | Dundee            | Mr Juantorena     | 1.12,9a |
| 2008 | Arctic Hope      | Ari Moilanen        | Reding Lady       | Bwt Satelite      | 1.13,3a |
| 2007 | Photocopy        | Antti Teivainen     | Arctic Challenge  | Photon            | 1.13,3a |
| 2006 | Cannon Flame     | Jari Kinnunen       | Rick Boss         | Bluehill's Dragon | 1.13,2a |
| 2005 | Arctic Express   | Pekka Korpi         | Super Narva       | Glamour Jet       | 1.13,3a |
| 2004 | Wizard Baron     | Ari Moilanen        | Behind The Scenes | Harrison Steel    | 1.14,2a |
| 2003 | Mystic Soul      | Markku Nieminen     | Nonchalant Hoss   | Frank             | 1.14,6a |
| 2002 | Don Giovanni     | Markku Nieminen     | Sugar Free        | Beboper           | 1.14,8a |
| 2001 | Only Magic Kid   | Pekka Korpi         | Lovely Kemp       | Brave Leader      | 1.15,4a |
| 2000 | BWT Magic        | Ahti Antti-Roiko    | Kissy Kemp        | Mayday Birdland   | 1.13,4a |
| 1999 | Silver Legacy    | Esa Holopainen      | Ugh               | Atchafalaya Bay   | 1.12,1a |
| 1998 | Flory Ride       | Tuomas Korvenoja    | New Grove Coin    | Inferno Kemp      | 1.14,4a |
| 1997 | Huge Van Kemp    | Kari Rosimo         | Sensation Ride    | Shooting Steel    | 1.13,3a |
| 1996 | Pourquoi Pas     | Tuomas Korvenoja    | BWT Ramble        | Ecco Off          | 1.14,6a |
| 1995 | Super Fling      | Jorma Kontio        | Woodhill's Joie   | Kathleen Laukko   | 1.13,7a |
| 1994 | Silver Game      | Jorma Kontio        | E.V.Carolina      | Exciting Kemp     | 1.12,8a |
| 1993 | Count Duran      | Jorma Kontio        | Boss Is Back      | Bosse Von Seth    | 1.15,1a |
| 1992 | Guy Woodland     | Risto Airaksinen    | Pamela Bag        | Houston Laukko    | 1.13,3a |
| 1991 | Enoran Charlotta | Markku Nieminen     | Brilliant Kemp    | Mid's Andy        | 1.15,2a |
| 1990 | Finn Fever       | Ari Kela            | Fun State         | Triple Chock      | 1.16,1a |
| 1989 | Risk On          | Markku Iivari       | Lover Express     | Rambo             | 1.16,1a |
| 1988 | Daddy Laukko     | Pentti Parkkonen    | Domino Laukko     | Flying Yankee     | 1.14,2a |
| 1987 | Citizen Laukko   | Veli-Pekka Toivanen | Cha Cha           | Anar              | 1.15,4a |